# Trader Horn
Trader Horn è un film del 1931, diretto dal regista W. S. Van Dyke.

## Riconoscimenti
- Nomination Miglior film alla MGM